# Илија I Јерусалимски
Свети Илија патријарх Јерусалимски (518.) је епископ и патријарх града Јерусалима у периоду од 494.-516. године.
Био је велики бранитељ православог хришћанског учења, заједно са Флавијаном Антиохијским. Обоје су били прогнани од стране византијског цара Анастасија I, који је организовао Сабор у Сидону 516. године који их је обојицу свргао са патријаршијског трона. Умрли су у изгнанству. Тачно су провидели смрт цара Анастасија и своју. Истовремено писали су један другом, из удаљених места: „Анастасије цар данас умре, пођимо и ми на Суд Божји с њим." И након два дана оба светитеља умрли, 518. године.